# Schizocosa ocreata
Schizocosa ocreata är en spindelart som först beskrevs av Nicholas Marcellus Hentz 1842.  Schizocosa ocreata ingår i släktet Schizocosa och familjen vargspindlar. Inga underarter finns listade i Catalogue of Life.